# Верхние Озёрки
Ве́рхние Озёрки — посёлок в Бутурлиновском районе Воронежской области России.
Входит в состав Карайчевского сельского поселения.

## География
Посёлок Верхние Озёрки расположен в северо-восточной части сельского поселения, у балки Репной, километром севернее посёлка Репный. Рядом с посёлком — исток реки Озерки, притока Чиглы (ниже по течению находится село Озёрки).
В 3 км к западу от Верхних Озёрков расположено урочище Новая Деревня, а северо-восточнее, ниже по течению реки Озерки, — урочище Новая Заря и курган Зелёные.
В Верхних Озёрках есть пруд.

## История
Основан как хутор, точное время основания неизвестно. В Верхних Озёрках был небольшой колхоз, который в 1959 году объединился с карайчевским колхозом «Труд» и рядом других мелких хозяйств. Объединённый колхоз получил название «Родина» и просуществовал до начала 1990-х годов.

## Население
| 2010 |
| ---- |
| 1    |

Численность населения Верхних Озёрков имеет тенденцию к снижению: если в 1982 году в посёлке проживали 40 человек, то в 2006 году — лишь 2 человека
По данным местной администрации, в посёлке Верхние Озёрки в 2016 проживал 1 человек (мужчина старше трудоспособного возраста). При этом жители посёлка не были заняты трудом на предприятиях и в сельскохозяйственных организациях.

## Инфраструктура
В Верхних Озёрках один деревянный двухкомнатный жилой дом общей площадью 50 м², построенный в период 1946—1970 гг. и находящийся в частной собственности. Дом оборудован нецентрализованным отоплением.
Посёлок не газифицирован (используется сжиженный газ в баллонах), канализационные сети отсутствуют.
Общая протяжённость улиц посёлка — 200 метров, из них 80 метров снабжены электрическим освещением.
Водопровода в Верхних Озёрках нет, имеется один колодец.

## Транспорт и связь
Посёлок Верхние Озёрки расположен в 29 км от районного центра. До центра сельского поселения, села Карайчевка, имеется дорога местного значения длиной 15 км, 6,5 км которой снабжено усовершенствованным твёрдым покрытием. Пассажирским сообщением с другими населёнными пунктами посёлок не связан.
В посёлке доступны телевещание (6 каналов) и сотовая связь (операторы МТС и Мегафон). Производится почтовое обслуживание. Проводной телефонной связи нет, но имеется телефон-автомат.